# The Suicide Squad (film)
The Suicide Squad, även känd som Suicide Squad 2, är en amerikansk superhjältefilm från 2021, baserad på DC Comics serietidning Suicide Squad. Det är avsett att vara en mjuk reboot och fristående uppföljare till Suicide Squad (2016) och den tionde filmen i DC Extended Universe (DCEU). Filmen är skriven och regisserad av James Gunn.
The Suicide Squad hade premiär i Sverige den 6 augusti 2021, utgiven av Warner Bros.

## Handling
Amanda Waller samlar ihop Suicide Squad, med gamla och nya medlemmar och skickar dem på ett uppdrag för att befria ett sydamerikanskt land.

## Rollista
| - Margot Robbie – Harleen Quinzel / Harley Quinn - Idris Elba – Robert DuBois / Bloodsport - John Cena – Peacemaker - Joel Kinnaman – Rick Flag - Sylvester Stallone – King Sharks röst - Viola Davis – Amanda Waller - David Dastmalchian – Abner Krill / Polka-Dot Man - Daniela Melchior – Cleo Cazo / Ratcatcher II - Jai Courtney – George "Digger" Harkness / Captain Boomerang - Peter Capaldi – Gaius Grieves / The Thinker - Michael Rooker – Brian Durlin / Savant - Flula Borg – Gunter Braun / Javelin - Nathan Fillion – Cory Pitzner / T.D.K. - Pete Davidson – Richard "Dick" Hertz / Blackguard | - Sean Gunn – Weasel & Calender Man - Alice Braga – Sol Soria - Juan Diego Botto – Silvio Luna - Joaquín Cosío – Mateo Suárez - Storm Reid – Tyla DuBois - Mayling Ng – Mongal - Steve Agee – John Economos - Jennifer Holland – Emilia Harcourt - Tinashe Kajese – Flo Crawley - Julio Ruiz – Milton - Taika Waititi – Ratcatcher I - Natalia Safran – Kaleidoscope (cameo) - Lloyd Kaufman – Man på nattklubb (cameo) - Pom Klementieff – Dansare på nattklubb (cameo) |

## Produktion
Planer för en uppföljare till Suicide Squad inleddes innan filmens släpp och bekräftades i mars 2016. Även om regissören David Ayer ursprungligen skulle återvända, hoppade han av i december 2016 för att istället göra en film om Gotham City Sirens. Warner Bros. övervägde mellan flera ersättningsregissörer innan de anställde Gavin O'Connor i september 2017. O'Connor lämnade dock projektet ett år och då blev James Gunn anställd istället i oktober 2018, efter att ha blivit sparkad av Disney och Marvel från att regissera Guardians of the Galaxy Vol. 3. Inspelningen av filmen påbörjades i Atlanta, Georgia i september 2019, och avslutades i Panama i februari 2020.

## Släpp
The Suicide Squad är planerad att släppas av Warner Bros. Pictures i USA den 6 augusti 2021.